# Polydora anophthalma
Polydora anophthalma är en ringmaskart som beskrevs av Rioja 1962. Polydora anophthalma ingår i släktet Polydora och familjen Spionidae. Inga underarter finns listade i Catalogue of Life.